# Macrolophus tenuicornis
Macrolophus tenuicornis är en insektsart som beskrevs av Willis Blatchley 1926. Macrolophus tenuicornis ingår i släktet Macrolophus och familjen ängsskinnbaggar. Inga underarter finns listade i Catalogue of Life.